# Gmach Pocztowej Kasy Oszczędności w Warszawie
Gmach Pocztowej Kasy Oszczędności – wczesnomodernistyczny budynek znajdujący się przy ul. Świętokrzyskiej 31/33 w Warszawie.
Został wzniesiony w latach 1922–1923 według projektu Józefa Handzelewicza na potrzeby głównych biur Pocztowej Kasy Oszczędności. Przebudowany w okresie II Rzeczypospolitej, a po zniszczeniach z czasów II wojny światowej odbudowany w 1961 na potrzeby głównego oddziału Poczty Polskiej. Mieści się tu obecnie Urząd Pocztowy Warszawa 1 oraz biura Dyrekcji Okręgu.

## Historia
Zaprojektowany w latach 1921–1922 przez Józefa Handzlewicza gmach był pierwszym budynkiem publicznym wzniesionym w Warszawie po odzyskaniu niepodległości przez Polskę.
Najstarsza część budynku powstała w latach 1922–1923 na rogu ul. Świętokrzyskiej 31 i ul. Jasnej 9 i posiadała 6 kondygnacji. W 1930 dokonano rozbudowy skrzydła na działce ul. Świętokrzyska 33. Około 1932 podwyższono gmach o dwie kondygnacje.

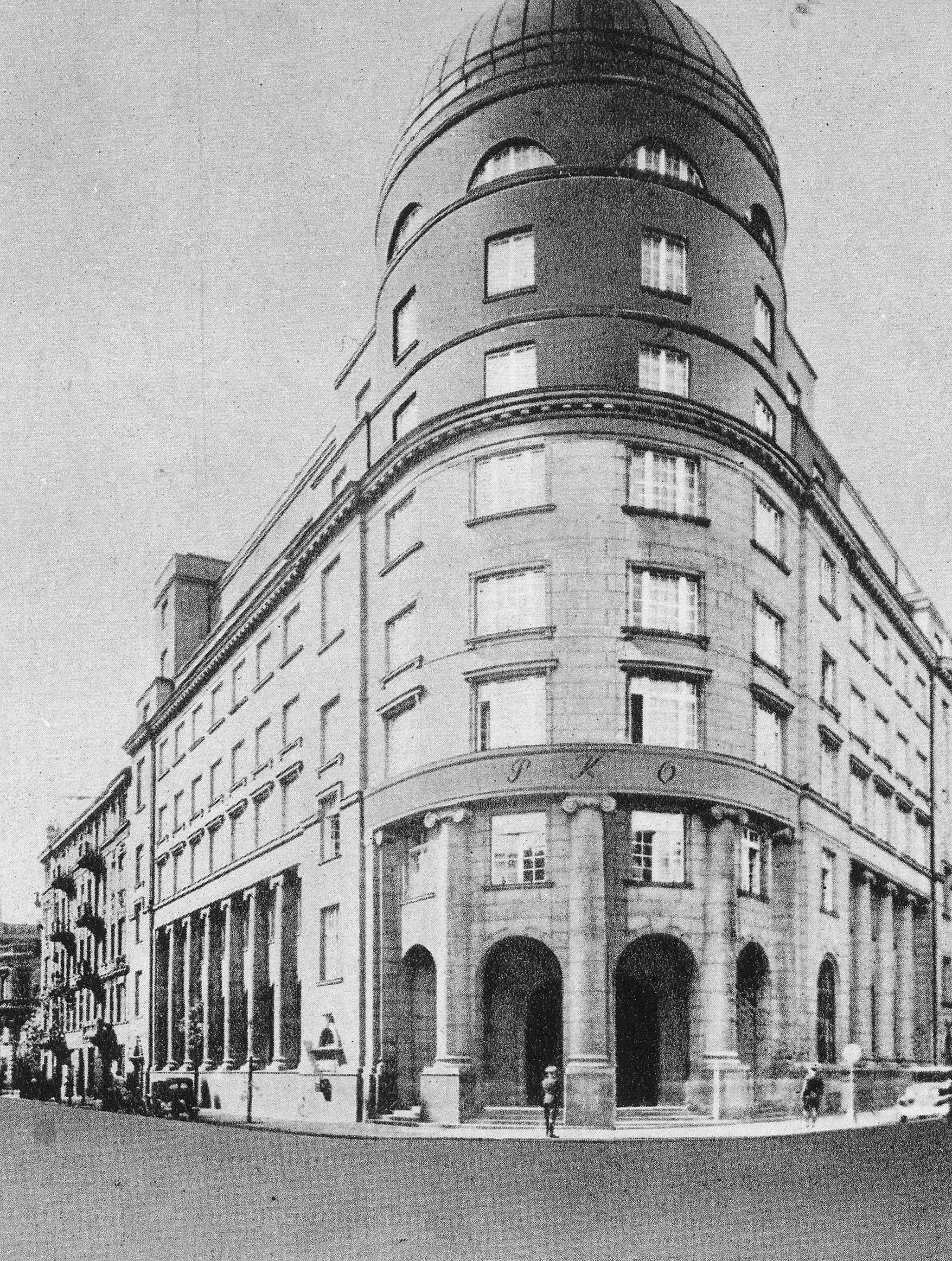
Gmach PKO po podwyższeniu o dwie kondygnacje w 1932 roku

Pod koniec lat 30. planowano połączenie budynku ze wzniesionym w latach 1938–1939 według projektu B. Szmidta i J. Vogtmana gmachem Centrali PKO (ul. Marszałkowska 134 róg ul. Świętokrzyskiej) zrujnowanym w okresie powstania warszawskiego i nie odbudowanym (szkielet po gmachu rozebrano dopiero w latach 60.; obecnie w tym miejscu znajduje się południowo-wschodnie wyjście ze stacji metra Świętokrzyska).
W czasie powstania warszawskiego w gmachu mieściła się siedziba dowódcy powstania płk. Antoniego Chruściela „Montera” oraz szpital polowy. W wyniku bombardowania niemieckiego 30 sierpnia 1944 zostały zniszczone naziemne części budynków i wyższe poziomy schronów. 4 września bombardowania zawaliły część stropów, a gmach zaczął się palić. Zarządzono ewakuację całego szpitala. Mimo szalejącego pożaru uratowano wiele z wyposażenia oraz leki, środki opatrunkowe. Następnego dnia po ewakuacji ruiny budynku zostały doszczętnie zburzone.

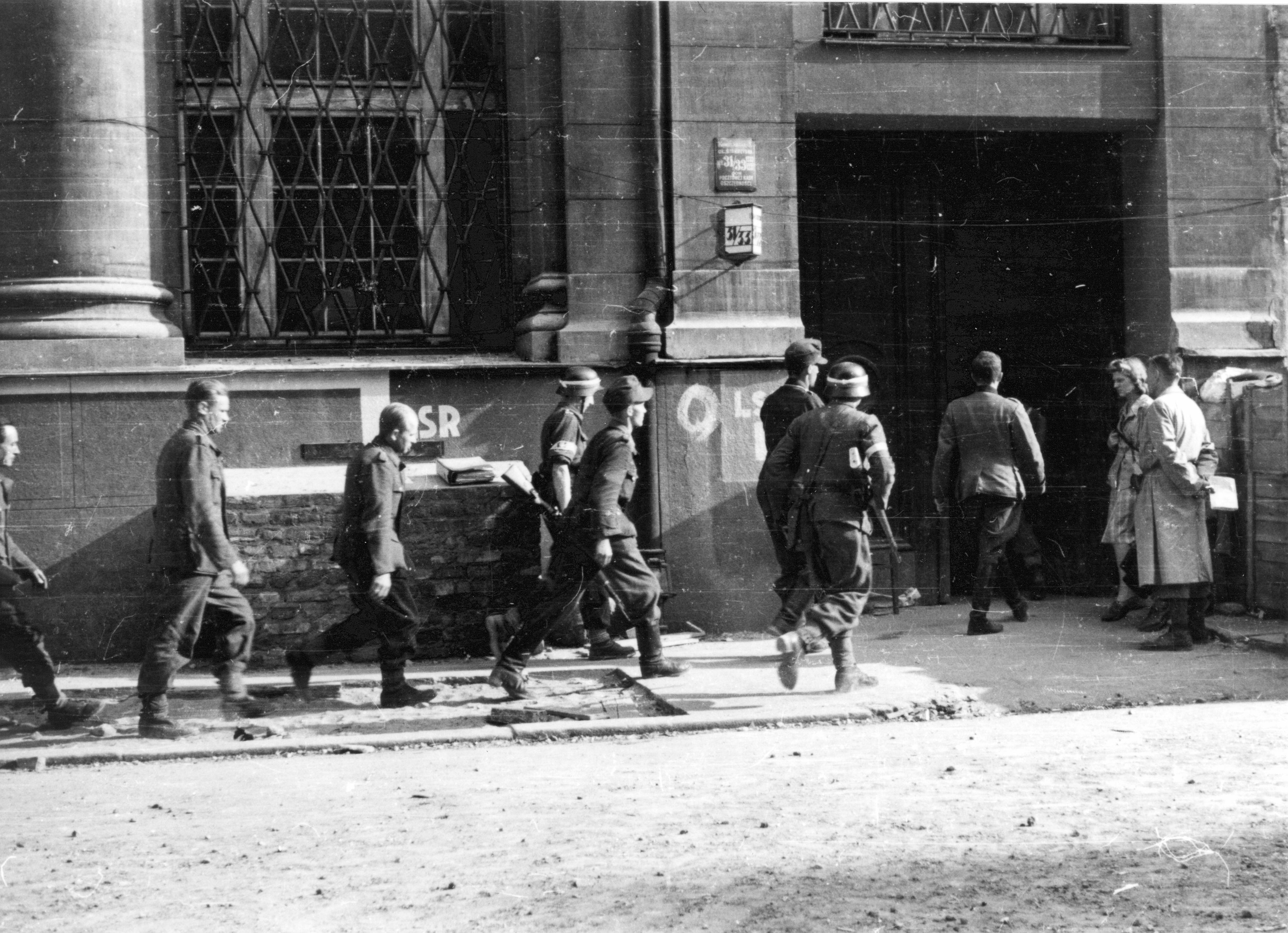
Gmach PKO w czasie powstania warszawskiego – powstańcy prowadzą jeńców niemieckich

Odbudowę budynku zakończono w 1961. Jest on niższy od gmachu przedwojennego o jedną kondygnację. Od 1961 mieści się w nim Urząd Pocztowy Warszawa 1 oraz biura Dyrekcji Okręgu.

## Architektura
Obiekt wzniesiono w stylu półmodernistycznym z elementami pseudoklasycyzmu (kolumny w stylu jońskim w części parterowej). Obecna bryła ukształtowana ostatecznie w 1961 jest efektem dwóch przebudów (z 1930 i po 1932) oraz odbudowy ze zniszczeń wojennych. Gmach ma 7 kondygnacji. Posiada konstrukcję żelbetową. Autorem nowatorskiej spawanej konstrukcji zastosowanej przy podwyższeniu gmachu po roku 1932 był Stefan Bryła. Narożna część budynku zwieńczona jest kopułą.